# أليس شابن
أليس شابن (بالإنجليزية: Alice Chapin)‏ هي ناشطة حق المرأة بالتصويت ‏ وسفرجات وممثلة أمريكية، ولدت في 28 أغسطس 1857 في كين في الولايات المتحدة، وتوفي بنفس المكان في 5 يوليو 1934.

## وصلات خارجية
- أليس شابن على موقع IMDb (الإنجليزية)
- أليس شابن على موقع قاعدة بيانات برودواي على الإنترنت (الإنجليزية)
- أليس شابن على موقع قاعدة بيانات برودواي على الإنترنت (الإنجليزية)
- أليس شابن على موقع قاعدة بيانات الفيلم (الإنجليزية)